# Linea A (metropolitana di Roma)
La linea A è una linea della metropolitana di Roma che collega la città da ovest a sud-est. I suoi capolinea sono Battistini, nel quartiere Primavalle, e Anagnina, nella zona di Osteria del Curato, inoltre essa fa da interscambio con quattro stazioni ferroviarie: Valle Aurelia, Piazzale Flaminio (Flaminio), Termini e Tuscolana (Ponte Lungo).
Incrocia la linea B nella stazione Termini e la linea C nella stazione San Giovanni; è contraddistinta dal colore arancione, usato per le decorazioni interne dei treni, delle stazioni e per la colorazione sulle mappe.
Lungo la linea A vengono effettuate 290 corse al giorno da ogni capolinea, 280 il sabato e 185 la domenica. La frequenza nelle ore di punta è di un treno ogni 2 minuti. Si stima che trasporti quotidianamente più di 450 000 passeggeri.

## Storia

### Il progetto e l'inaugurazione
Nel dicembre 1959 venne emanata dal Parlamento la legge 1145 che autorizzava la costruzione di una seconda linea metropolitana a Roma, con un percorso da piazza Risorgimento, nel rione Prati, a Osteria del Curato (complesso di abitazioni nei pressi della via Anagnina, a ridosso del Grande Raccordo Anulare). Il percorso individuato corrispondeva grosso modo a quello che sarebbe stato poi realizzato, ossia attraverso piazzale Flaminio, Termini e San Giovanni, comprendendo anche una diramazione che da Colli Albani avrebbe raggiunto la zona di Torre Spaccata, idea accantonata nei primi anni settanta.
I lavori iniziarono nel dicembre 1963 nel tratto Osteria del Curato–Termini, facente parte dell'appalto bandito nel maggio 1960 e aggiudicato dalla ditta SACOP (gruppo FIAT-Impresit), ma furono complicati da una serie di ritardi e di imprevisti dovuti principalmente alla scarsa organizzazione; la tecnica di scavo a cielo aperto, utilizzata inizialmente, provocò gravi disagi al traffico della zona sud-est di Roma, primo tra tutti l'interruzione dell'arteria Tuscolana e la deviazione della linea tranviaria STEFER Termini-Cinecittà, una delle ultime vestigia dell'estesa rete delle tranvie dei Castelli Romani.
I lavori furono così interrotti e ripresero solo cinque anni dopo con il metodo della cosiddetto della talpa, la quale, pur risolvendo parzialmente il problema del traffico, provocò numerosi danni ai fabbricati nei pressi del tracciato tra le fermate Re di Roma e San Giovanni a causa delle forti vibrazioni dovute allo scavo.
La necessità di attraversare il fiume Tevere causò un nuovo blocco dei lavori per due anni, in quanto si tradusse in una disputa progettuale tra la costruzione di un ponte in superficie e lo scavo di un tunnel sotto il fondale del fiume. Si optò per la prima soluzione, erigendo il ponte Pietro Nenni, dal nome del senatore socialista morto un mese prima dell'inaugurazione, impiegato sia dalla metropolitana sia dal traffico stradale: da allora i treni escono in superficie poco prima di raggiungere il Tevere, lo attraversano sul ponte e ritornano subito in sede sotterranea.
Furono inoltre frequenti i ritrovamenti archeologici durante i lavori, in particolare nella zona di piazza della Repubblica si rese necessaria la progettazione di una variante. I ruderi messi a nudo sono visibili nella stazione Repubblica, protetti da teche di cristallo. Dei lavori di costruzione della linea e degli incidenti dovuti ai ritrovamenti archeologici diede una memorabile rappresentazione il regista Federico Fellini nel suo film Roma, del 1972.
Ormai appurata l'impossibilità di avviare il servizio della linea per il Giubileo del 1975, fu annunciata per il mese di dicembre 1976 la fine dei lavori, che sarebbe stata seguita da un periodo biennale di collaudo dei mezzi e della linea, prevedendo l'inaugurazione per il 1978.
La linea entrò finalmente in servizio alle ore 5:30 di sabato 16 febbraio 1980, con due ulteriori anni di ritardo, da Ottaviano a Cinecittà, e prese il nome di linea A; la preesistente linea Termini–Laurentina, fino ad allora chiamata semplicemente Ferrovia dell'E42, venne contestualmente rinominata linea B.
Gli abitanti della periferia sud-est della Capitale salutarono con entusiasmo la tanto attesa entrata in servizio, che permetteva il raggiungimento del centro cittadino in un terzo del tempo impiegato dai mezzi di superficie, le cui linee nella zona furono immediatamente soppresse; tra di esse si ricorda la linea tramviaria STEFER Termini–Cinecittà, i cui conducenti vennero trasferiti a ricoprire il ruolo di macchinisti della metropolitana.
La linea A viene generalmente considerata dai romani la prima vera metropolitana cittadina pur essendo stata attivata 25 anni dopo la linea B, che non era mai stata molto utilizzata a causa della brevità dei suoi tratti sotterranei, che si collegavano a quelli ferroviari già esistenti, e del collegamento con un solo quartiere, l'EUR, all'epoca abbastanza decentrato.

### I prolungamenti della linea
Sempre nel 1980 venne aperto il tratto tra Cinecittà ed Anagnina, facendo di quest'ultima stazione il capolinea attuale.
Il 29 maggio 1999 entrò in servizio il tratto da Ottaviano a Valle Aurelia, con la stazione intermedia di Cipro.
Il 1º gennaio dell'anno successivo venne invece attivata la restante tratta fino a Battistini, con le stazioni intermedie di Baldo degli Ubaldi e Cornelia.

### L'attivazione dell'interscambio con la linea C e i lavori di ammodernamento
Per via dei lavori di realizzazione della linea C, dal 31 gennaio 2011 al 10 dicembre dello stesso anno (in anticipo di quattro mesi prima sul tempo previsto) l'intera linea chiudeva alle 21:00 tutti i giorni eccetto il sabato. Nel mese di agosto 2017, si dovette interrompere completamente il servizio nella tratta tra Arco di Travertino e Termini per consolidare il terreno in corrispondenza della stazione San Giovanni, futuro punto di interscambio con la linea C, i cui binari erano stati costruiti sotto quelli della A.
Un'ulteriore chiusura giornaliera anticipata della linea, con le stesse modalità della precedente, si rese necessaria per i lavori di riduzione del rumore causato dal passaggio dei treni sul ponte Pietro Nenni, iniziati il 10 aprile 2012 e terminati anticipatamente il successivo 28 aprile, dopo soli 19 giorni contro i 40 originariamente previsti.
Tra il luglio 2022 e il dicembre 2023, per consentire il rinnovo integrale dei binari e delle traversine tra Anagnina e Ottaviano, la linea chiudeva anticipatamente alle 21:00 dalla domenica al giovedì. Il rinnovo dell'armamento è successivamente proseguito anche nella rimanente tratta tra Ottaviano e Battistini, comportando nuove chiusure anticipate dall'8 aprile al 5 dicembre 2024.

### Progetti futuri
In occasione del Giubileo del 2025, il sindaco di Roma Roberto Gualtieri ha annunciato il prolungamento della linea A sino a Torrevecchia, con una fermata intermedia situata in via Pietro Bembo. I lavori inizieranno nel 2026, sfruttando un progetto del prolungamento per Torrevecchia esistente già dagli anni settanta, che verrà ripristinato e migliorato.
| Tratta                                  | Inizio lavori | Inaugurazione stimata | Lunghezza | Stazioni | Stato del progetto                     |
| --------------------------------------- | ------------- | --------------------- | --------- | -------- | -------------------------------------- |
| Diramazione A Battistini ↔ Torrevecchia | 2026          | 2030                  | 2,3 km    | 2        | Previsto nel PUMS 2019 e nel PUMS 2022 |

## Caratteristiche
| Urban head station in tunnel |

| Urban tunnel stop on track |

| Urban tunnel stop on track |

| Urban tunnel stop on track |

| Urban tunnel stop on track |

| Urban tunnel stop on track |

| Urban tunnel stop on track + Unknown route-map component "uhtSTRe@f" |

| Unknown route-map component "uhKRZW" |

| Unknown route-map component "uhtSTRa@g" + Urban tunnel stop on track |

| Urban tunnel stop on track |

| Urban tunnel stop on track |

| Urban tunnel stop on track |

| Unknown route-map component "utCONTgq" | Unknown route-map component "utTINTto" | Unknown route-map component "utCONTfq" |

| Urban tunnel stop on track |

| Urban tunnel stop on track |

| Unknown route-map component "uextCONTgq" | Unknown route-map component "utTINTto" | Unknown route-map component "utCONTfq" |

| Urban tunnel stop on track |

| Urban tunnel stop on track |

| Urban tunnel stop on track |

| Urban tunnel stop on track |

| Urban tunnel stop on track |

| Urban tunnel stop on track |

| Urban tunnel stop on track |

| Urban tunnel stop on track |

| Urban tunnel stop on track |

| Urban tunnel stop on track |

| Urban tunnel stop on track |

| Unknown route-map component "utKINTaq" | Unknown route-map component "utABZgr+r" |  |

| Urban End station in tunnel |

La linea è elettrificata tramite linea aerea di contatto con tensione di 1500 V in corrente continua ed è composta in totale da 27 stazioni. Si estende per 18,4 km, adotta armamento leggero con rotaie UNI 50 ed è interamente sotterranea, ad eccezione del tratto di 200 m che attraversa il fiume Tevere in superficie sul ponte Pietro Nenni.
La circolazione dei treni avviene sul binario di sinistra, come in tutta la rete metropolitana di Roma, ed è regolata con il regime del blocco elettrico automatico a correnti codificate con la ripetizione continua dei segnali in cabina di guida.
In caso di necessità per guasti o altro, i treni possono effettuare inversione di marcia nei seguenti tratti o stazioni:
- Anagnina
- Battistini
- Cornelia
- Cinecittà
- Lepanto
- Ottaviano San Pietro - Musei Vaticani
- tra Repubblica e Termini
- tra San Giovanni e Manzoni Museo della Liberazione
- tra Arco di Travertino e Colli Albani Parco Appia Antica

### Depositi e officine
Il deposito di ricovero e manutenzione dei convogli della linea A, chiamato Osteria del Curato in quanto collocato nell'omonima zona del comune di Roma, nacque negli anni sessanta su una superficie di 67000 m². La superficie coperta corrispondeva a quasi 9200 m², mentre il fascio di binari di ricovero aveva un'estensione di 4000 m. Con l'aumentare dei passeggeri della linea, che passarono da 150 000 passeggeri al giorno a 450 000, si rese necessario non solo l'ammodernamento dei treni utilizzati sulla linea, ma anche la riqualificazione del deposito stesso. Partirono così i lavori di ampliamento, terminati nel 2004, che portarono l'estensione a 78000 m², di cui 15 000 coperti, mentre il fascio binari passò a 8 400 m.

## Materiale rotabile
All'avvio dell'esercizio sono stati impiegati i convogli MA100 di realizzazione Breda Costruzioni Ferroviarie (serie MA001-MA152). Tali convogli erano inizialmente costituiti da quattro casse (MA-MA-MA-MA); nel corso degli anni, in seguito all'aumento del numero dei passeggeri trasportati, nella composizione è stata introdotta una carrozza rimorchiata, non motrice, denominata RA xx e inserita in posizione centrale (MA-MA-RA-MA-MA). In conseguenza dell'ulteriore aumento dell'utenza, le rimorchiate sono poi diventate due (MA-MA-RA-RA-MA-MA).
Alla fine degli anni novanta sono entrati in servizio dieci convogli MA200, anch'essi di realizzazione Breda Costruzioni Ferroviarie. Tali convogli erano composti da due UdT (unità di trazione), ognuna di tre casse: rimorchiata al centro e motrici alle estremità. I treni MA200 sono stati fra i primi a montare motori asincroni trifase ad azionamento elettronico, oggi di uso comune, in luogo dei pesanti e delicati motori in corrente continua.
Dal gennaio 2005 hanno iniziato a circolare i treni S/300, dotati di impianto di aria condizionata e costruiti dall'azienda spagnola CAF (Construcciones y Auxiliar de Ferrocarriles) e denominati MA300 con sei casse: più dettagliatamente, ognuna delle due unità di trazione che costituiscono un convoglio è composta da tre casse: quella all'estremità, dotata di cabina di guida, non ha motori ed è denominata RA-3xx.0 (dove R indica le carrozze rimorchiate), la cassa centrale, motrice, è identificata dalla sigla MA-3xx.1 (dove M sta per motrice), mentre quella destinata all'accoppiamento con l'altra unità di trazione, anch'essa dotata di motori, è chiamata MA-3xx.2. Pertanto, ogni treno è identificato da una coppia di numeri (3xx + 3yy), uno per ogni unità di trazione. La fornitura iniziale prevedeva 45 treni completi ma, in corso di consegna, sei sono stati dirottati sulla Roma-Lido. Al 2025 la linea conta 35 treni, a seguito dello spostamento di due unità (MA325/326 e 327/328) sulla linea B, di un terzo sulla linea del Lido (MA333/334) e dell'accantonamento dell'unità MA329/330 dopo un sinistro, eventi che hanno contribuito a ridurre il numero originario di 39 treni. 
A seguito dell'entrata in servizio degli S/300 i convogli MA100 sono stati progressivamente trasferiti, previa riqualificazione in Freccia del Mare, sulla ferrovia Roma-Lido e sulla Linea Arcobaleno di Napoli, mentre i treni MA200, precedentemente destinati all'uso sulla linea B, sono stati impiegati anch'essi sulla Roma-Lido.
| Modello | Anni di esercizio | Quantità    |
| ------- | ----------------- | ----------- |
| MA300   | Dal 2005 a oggi   | 35 convogli |

| Modello | Anni di esercizio | Quantità    | Esito |
| ------- | ----------------- | ----------- | --- |
| MA100   | Dal 1980 al 2010  | 38 convogli | Roma-Lido e sulla linea 11 di Napoli                                                                              |
| MA200   | Dal 1999 al 2012  | 10 convogli | Trasferiti sulla linea B prima, parzialmente ritrasferiti sulla stessa linea A e interamente sulla Roma-Lido dopo |

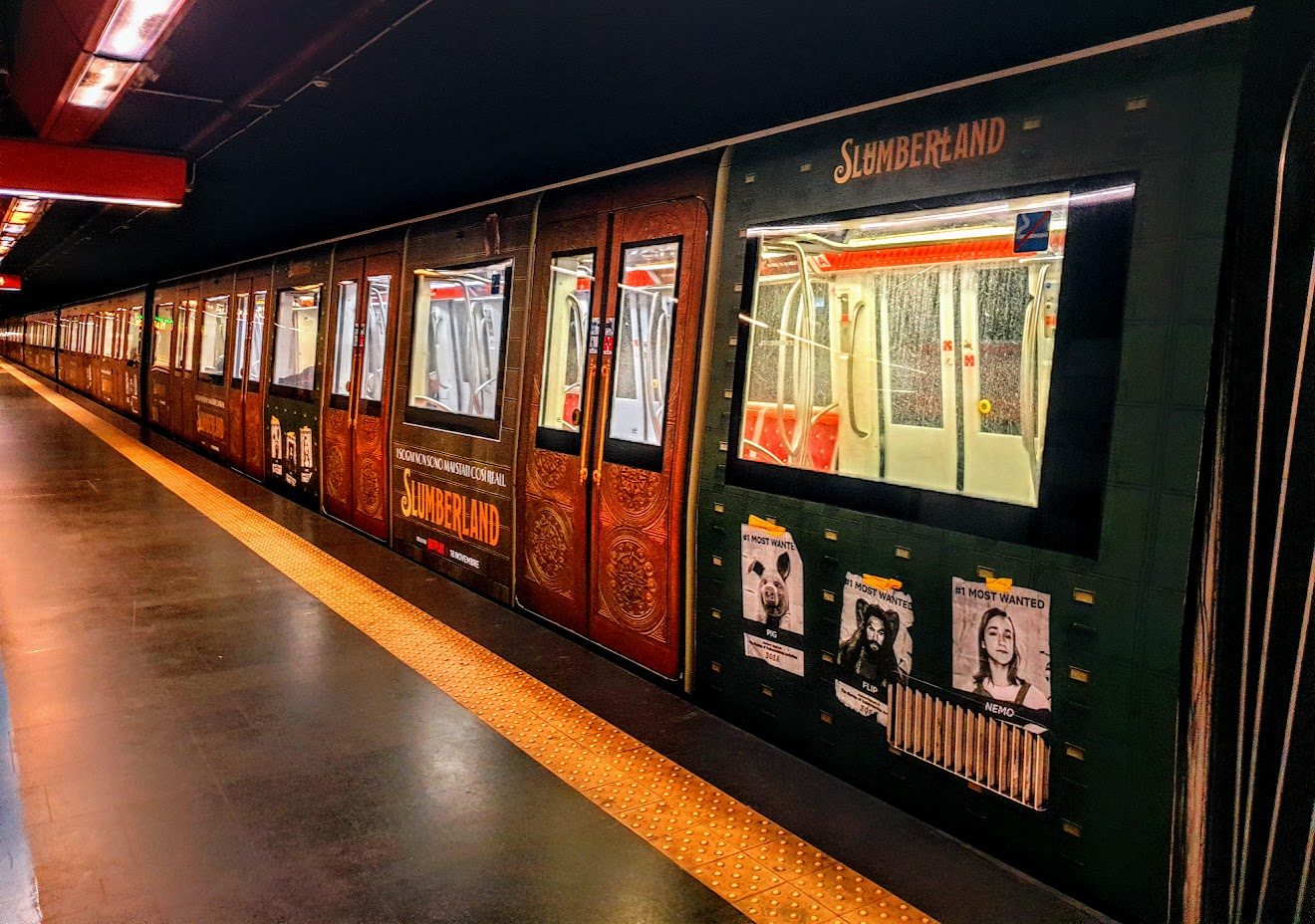
Treno S/300 nella fermata di Cornelia in livrea Slumberland
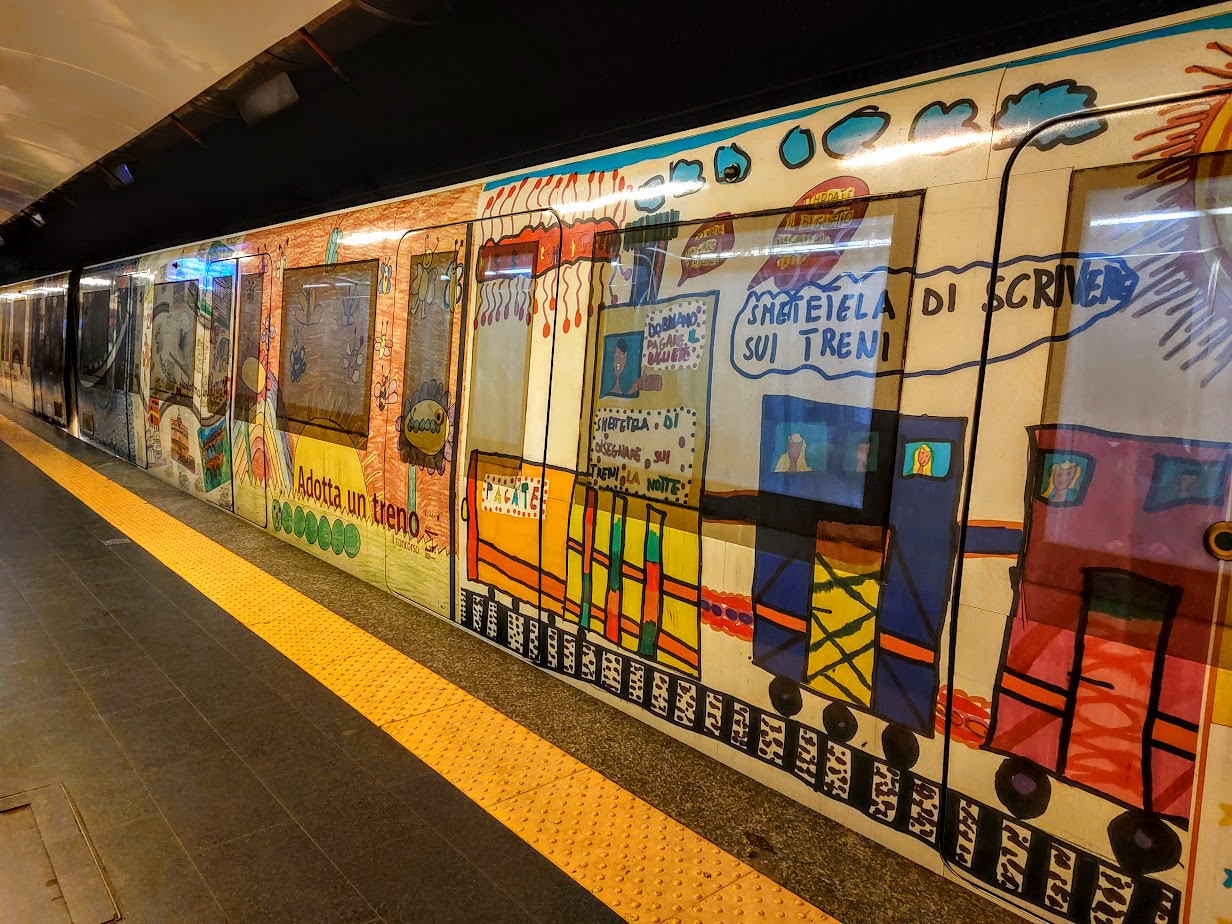
Treno S/300 nella fermata di Termini in livrea Adotta un treno
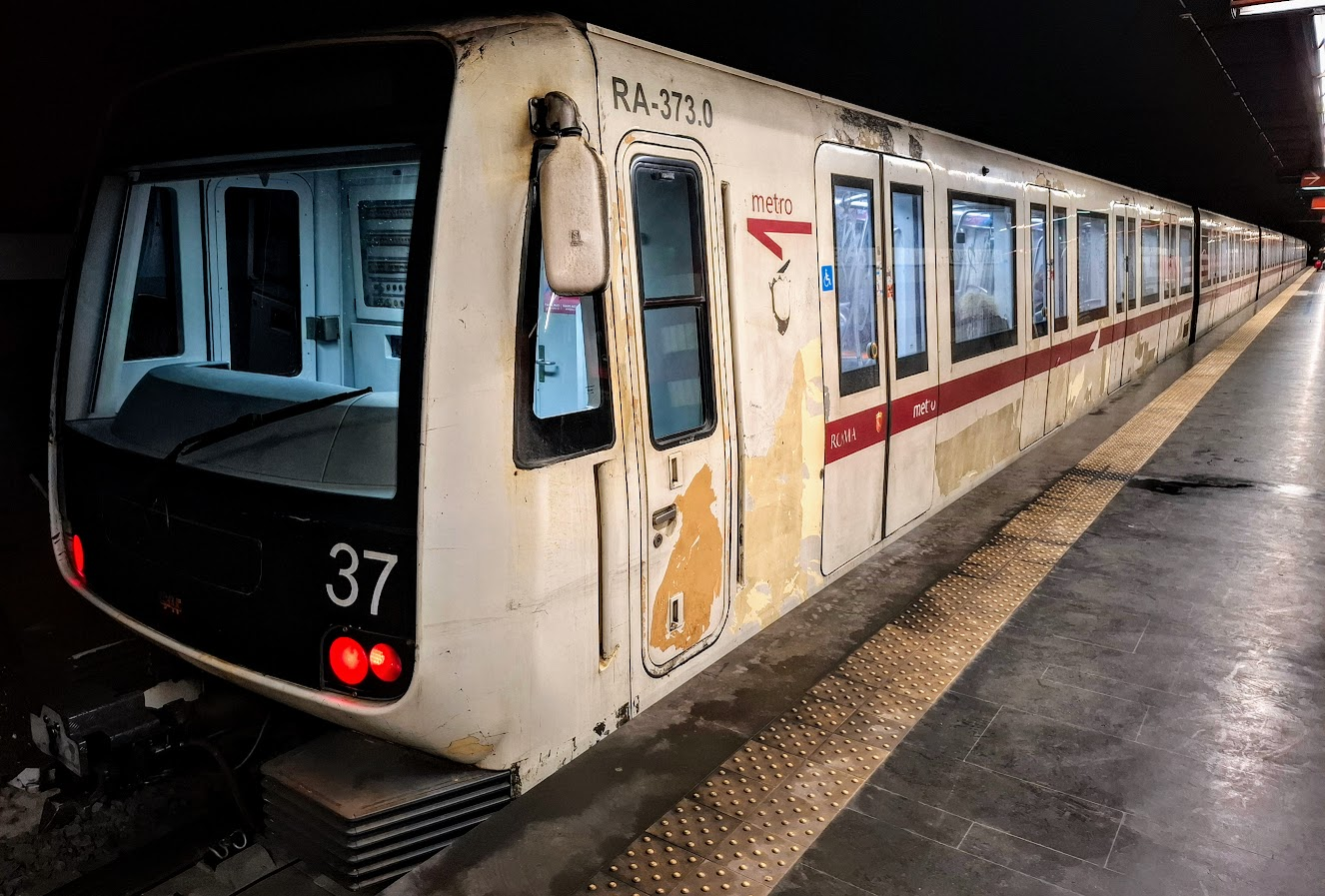
Treno S/300 nella fermata di Baldo degli Ubaldi con logo Met.Ro
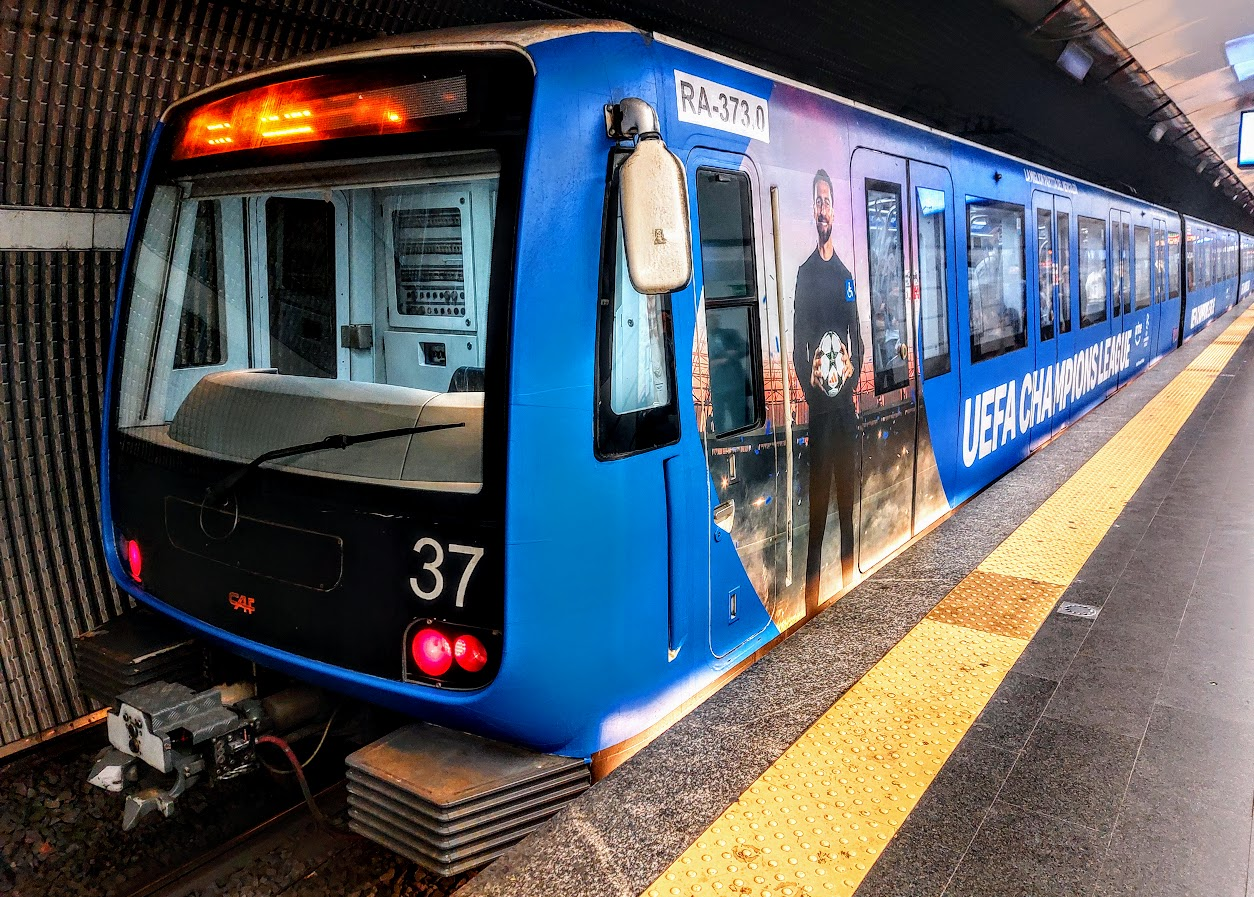
Treno S/300 nella fermata di Termini in livrea Amazon
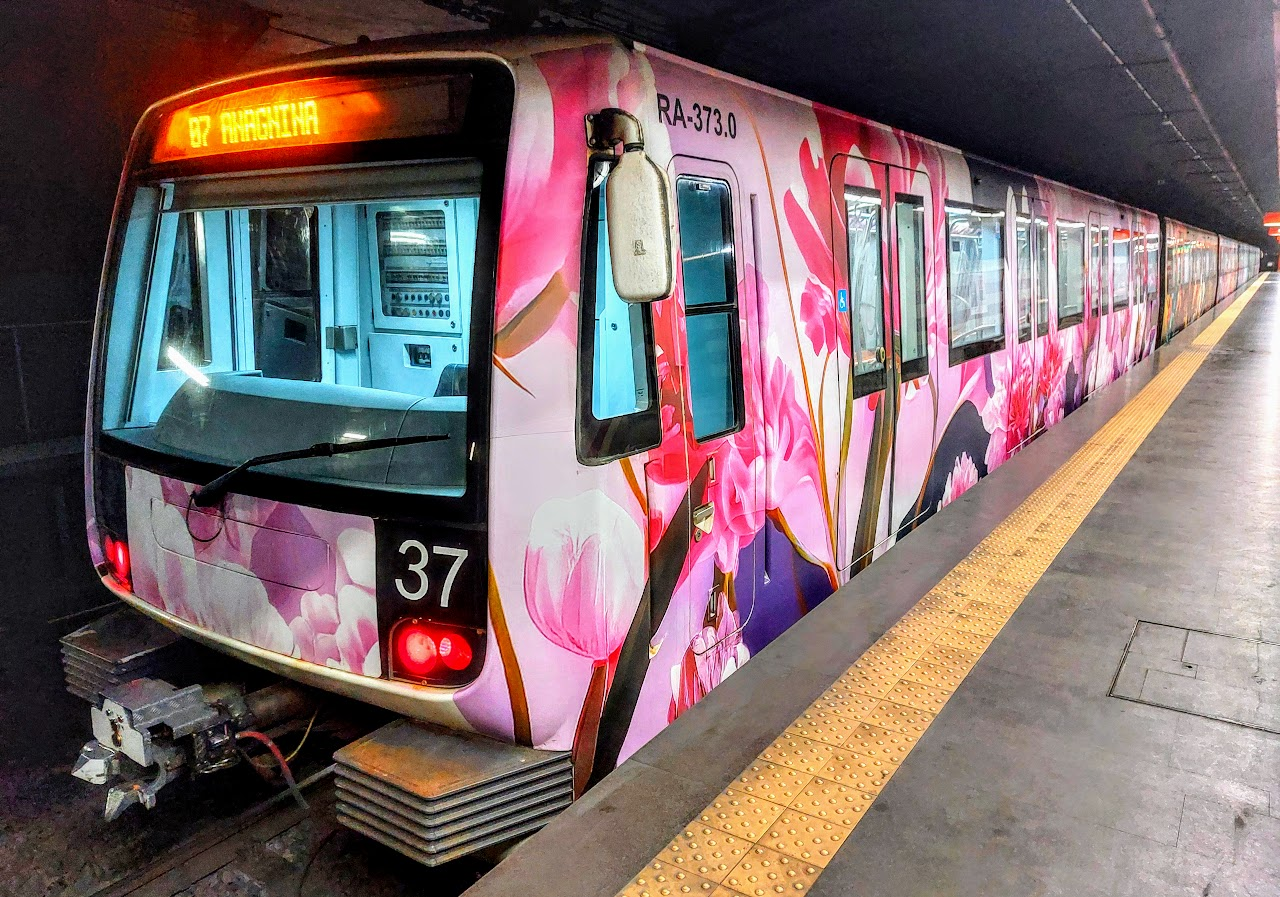
Treno S/300 nella fermata di Cornelia in livrea Flowertrain
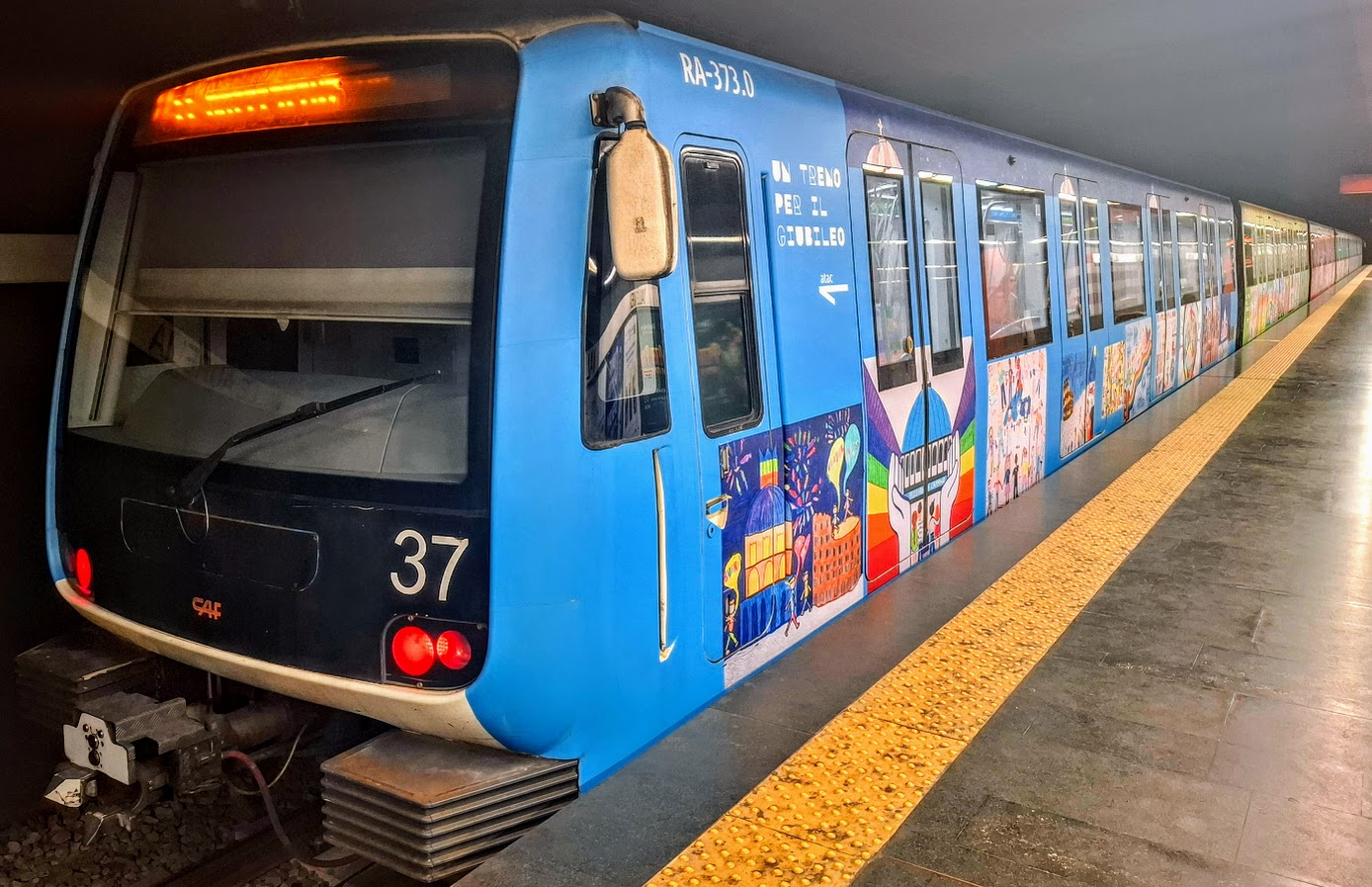
Treno S/300 nella fermata di Valle Aurelia in livrea Giubileo
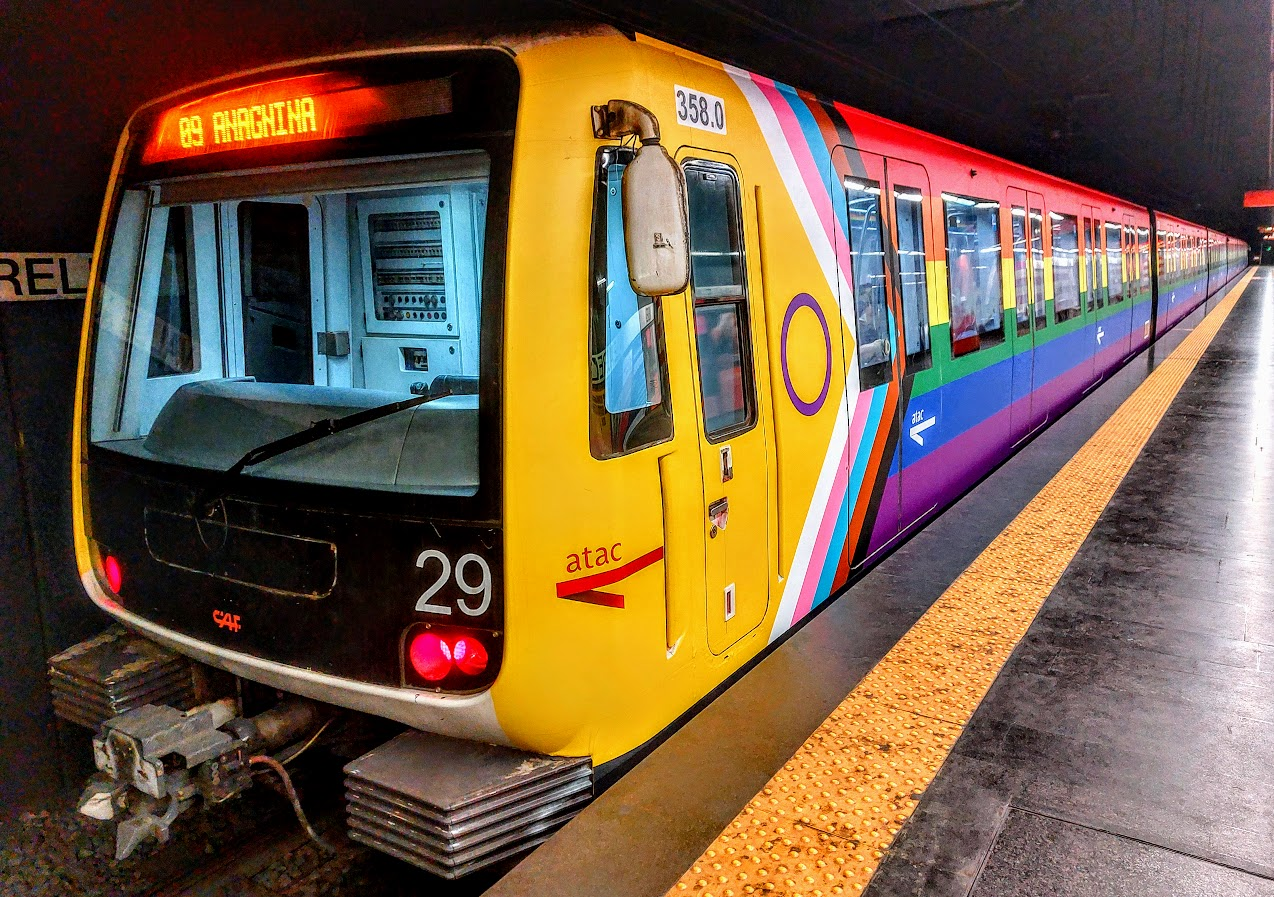
Treno S/300 nella fermata di Valle Aurelia in livrea Arcobaleno
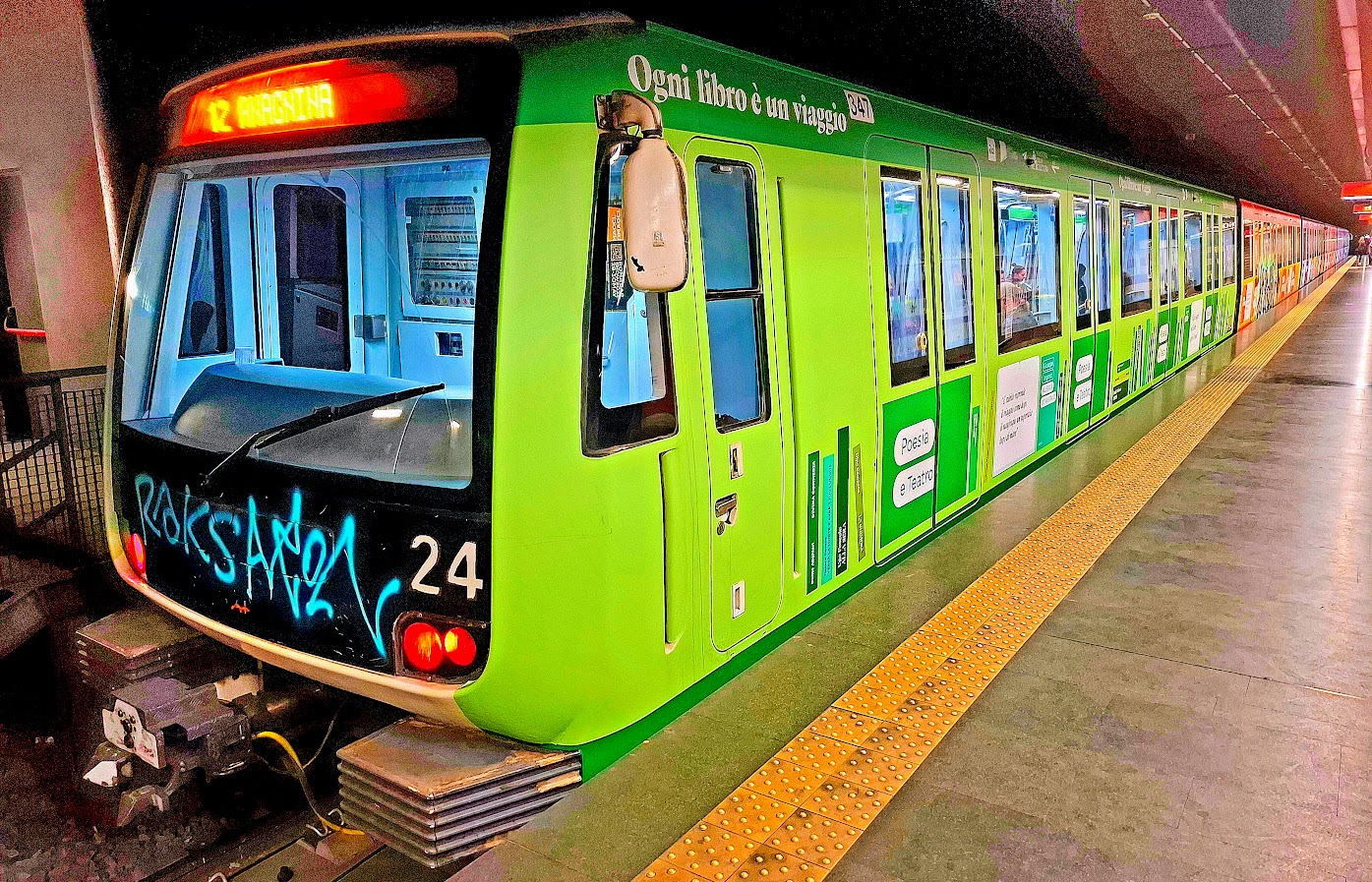
Treno S/300 nella fermata di Cornelia in livrea Libri
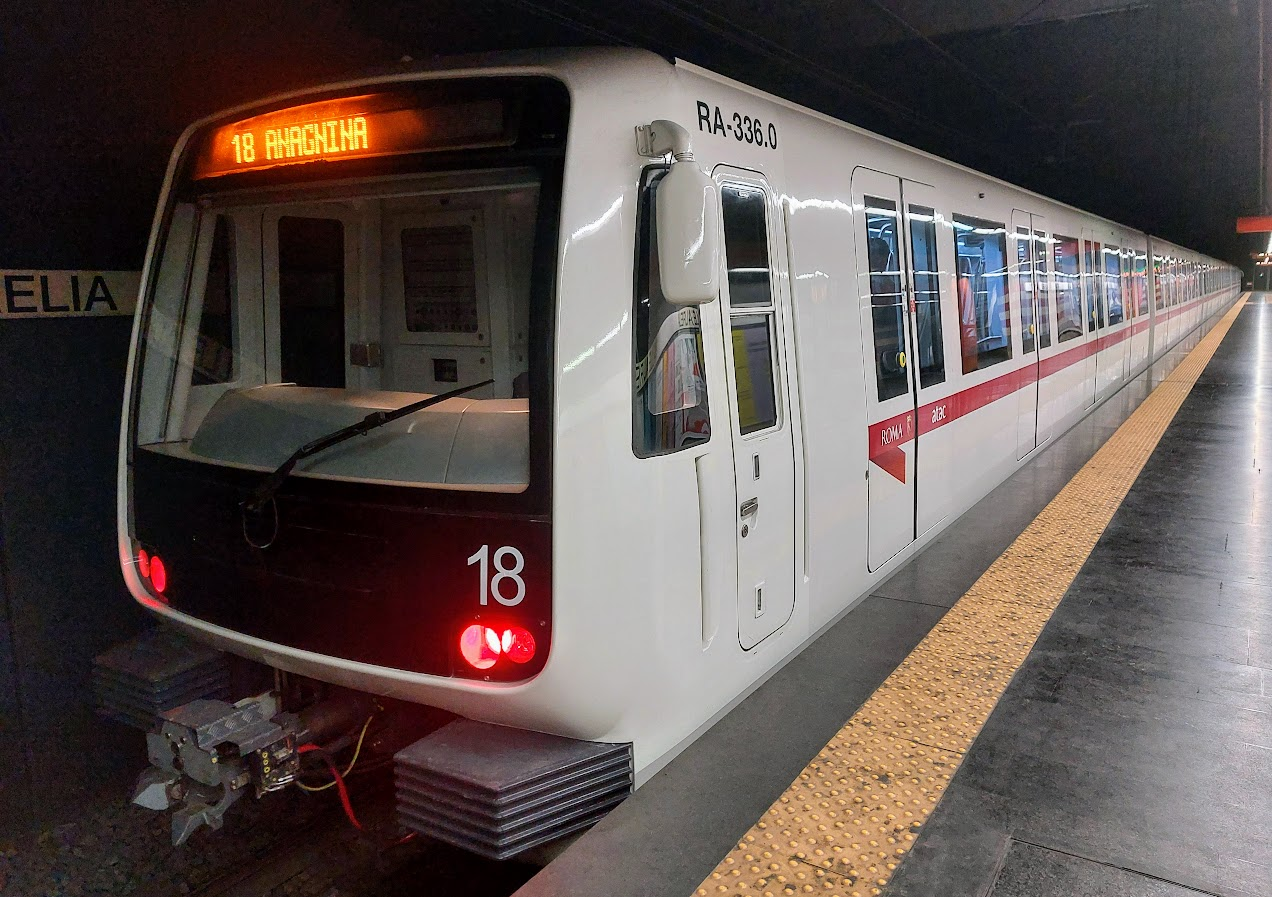
Treno S/300 nella fermata di Valle Aurelia con il display di origine
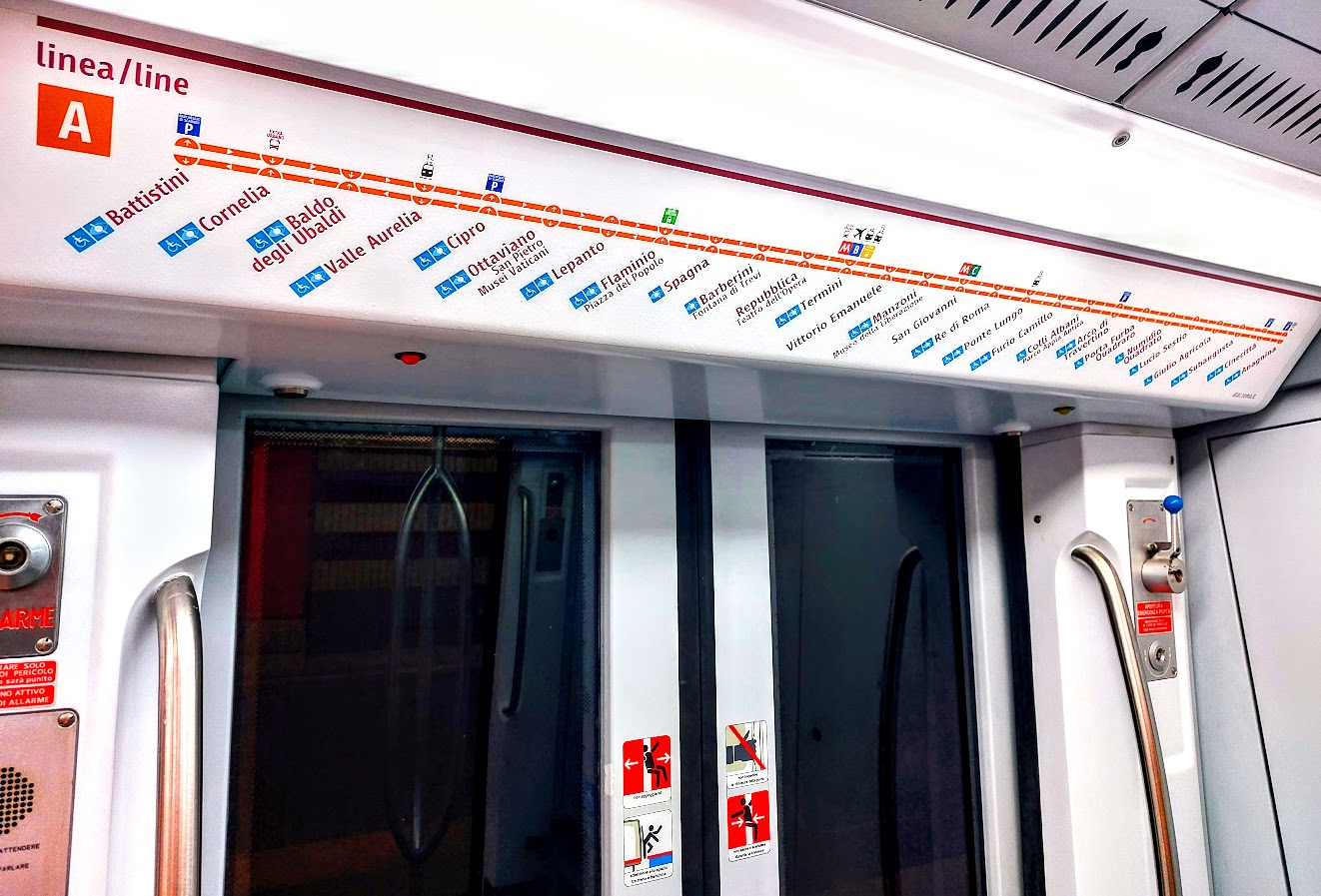
La nuova tabella delle fermate presente sui treni
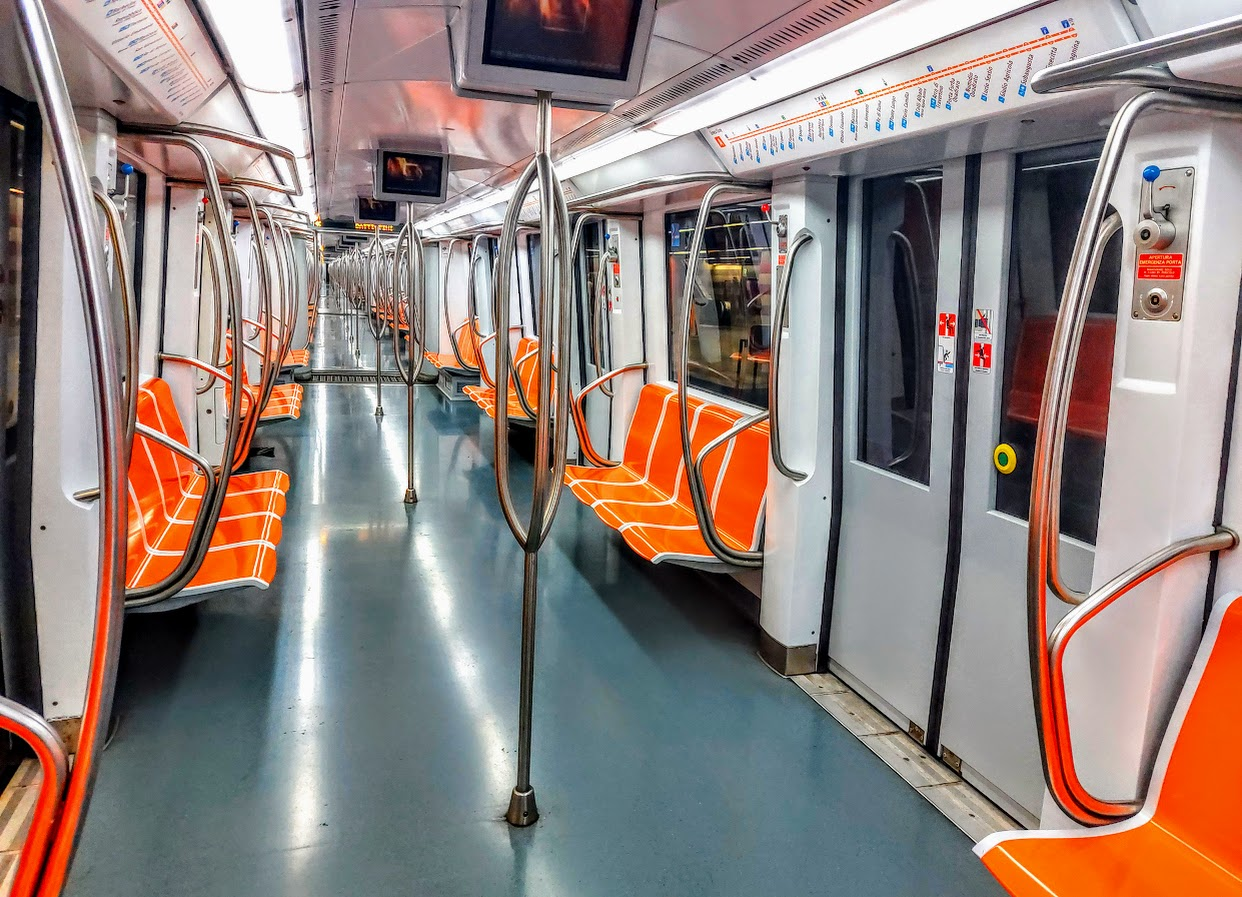
Interno dei convogli

## Servizi

### Biglietterie
Le biglietterie ATAC offrono l'intera gamma dei servizi riguardo alla vendita di titoli di viaggio e all'assistenza ai clienti. Esse sono situate presso le stazioni:
- Anagnina
- Termini
- Spagna
- Lepanto
- Ottaviano-San Pietro-Musei Vaticani
- Valle Aurelia
- Battistini

Tutte le stazioni sono inoltre dotate di MEB (macchine emettitrici di biglietti) presso cui è possibile acquistare i BIT (biglietti a tempo), i BIG (biglietti giornalieri), la CIS (carta settimanale) e il BTI (carta valida per 3 giorni).

### Orari
Il servizio inizia alle 5:30 e dalla domenica al giovedì viene svolto fino alle 23:30, mentre il venerdì e il sabato è prolungato fino all'1:30.

### Copertura telefonica
Dal mese di giugno 2013 la linea A è interamente coperta dal segnale GSM e UMTS/HSPA. L'anno successivo la copertura è stata estesa all'intera linea B (esclusa la diramazione B1).

## Traffico
| anno | anno |  | viaggiatori | viaggiatori |
| ---- | ---- |  | ----------- | ----------- |
| 2023 | 2023 |  | 89 387 363  | 89 387 363  |
| 2022 | 2022 |  | 79 723 080  | 79 723 080  |
| 2021 | 2021 |  | 56 661 383  | 56 661 383  |
| 2020 | 2020 |  | 49 285 371  | 49 285 371  |
| 2019 | 2019 |  | 110 436 144 | 110 436 144 |
| 2018 | 2018 |  | 117 529 470 | 117 529 470 |
| 2017 | 2017 |  | 108 204 575 | 108 204 575 |
| 2016 | 2016 |  | 109 001 531 | 109 001 531 |
| 2015 | 2015 |  | 111 812 143 | 111 812 143 |
| 2014 | 2014 |  | 114 701 153 | 114 701 153 |
| 2012 | 2012 |  | 160 386 093 | 160 386 093 |
| 2011 | 2011 |  | 197 964 591 | 197 964 591 |
| 2010 | 2010 |  | 206 423 045 | 206 423 045 |
| 2009 | 2009 |  | 189 360 726 | 189 360 726 |
| 2008 | 2008 |  | 195 312 116 | 195 312 116 |
| 2007 | 2007 |  | 184 182 288 | 184 182 288 |
| 2006 | 2006 |  | 163 753 882 | 163 753 882 |
| 2005 | 2005 |  | 145 814 894 | 145 814 894 |
|      |      |  |             |             |